# LDK
L♥DK (鄰居同居 Living♥Dining Kitchen?) es un manga escrito e ilustrado por Ayu Watanabe, publicada en la revista Bessatsu Friend desde el 2009. Se anunció en el sitio web de Bessatsu Friend que L♥DK tendría un CD Drama, incluido con el octavo volumen de la manga.

## Argumento
Shuusei Kugayama, es el "príncipe" de su escuela secundaria, siempre ha rechazado las confesiones que le han hecho muchas chicas. Aoi Nishimori comienza a sentir odio hacía Shuusei después de que él rechaza a su mejor amiga, Moe Shibuya.
Poco después Shuusei se presenta por sorpresa a Aoi como su nuevo vecino. Poco después, la casa de él se inunda y Shuusei se muda con Aoi. A partir de ahí, ambos empiezan a relacionarse cada vez más y conocerse mejor mientras conviven juntos más de lo que inicialmente esperaban.

## Personajes

### Personajes principales
Shuusei Kugayama (久我山柊聖 Kugayama Shuusei?)
El  protagonista de la serie. Considerado "el príncipe" de su escuela, nunca ha mostrado interés y ni siquiera amistad con las chicas, teniendo un aire misterioso para muchas. Pero poco a poco ira desvelándose su personalidad caprichosa, su afición por poner nerviosa a Aoi, y el pasado que tanto le afecta.
Aoi Nishimori (西森 葵 Nishimori Aoi?)
La protagonista de la serie. Es una estudiante que vive sola debido a un trabajo de sus padres que hizo que su familia se mudara, quedándose ella sola para poder seguir yendo a la misma escuela con sus amigas. Algo despistada, buena cocinera y vergonzosa; demuestra ser muy generosa y ayudar a los demás en los momentos importantes.

### Personajes secundarios
Moe Shibuya (渋谷　萌 Shibuya Moe?)
La mejor amiga de Aoi, inicialmente está interesada y se declara a Shuusei. Por ello empiezan a conocerse los dos protagonistas. Amable, atenta y gentil, es siempre un apoyo para su amiga, aunque más adelante tenga está sentimientos encontrados por aquella atracción inicial.
Eri Kugayama
Es la hermana mayor de Shuusei-kun, tras saber que Shuusei estaba en problemas decide llevarlo a vivir con ella pero se encuentra con una sorpresa.Tuvo varias relaciones cortas y solo por diversión. Es guapa, de carácter "fuerte", es pésima cocinando pero tiene un buen corazón.

## Manga
La mangaka es Ayu Watanabe. Los capítulos son lanzados mensualmente en la revista de manga shōjo de Kōdansha, Bessatsu Friend desde el 2009. En junio de 2012, Kodansha ha recopilado sus capítulos en 9 tomos tankōbon.